# Athabaskan

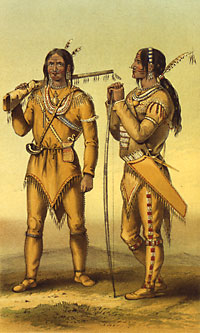
Representação artística do povo Athabaskan.

Athabascan é um povo que viveu tradicionalmente no interior do Alasca, atualmente parte dos Estados Unidos.
Os nativos do Alasca são divididos em 11 culturas distintas, falando 11 línguas diferentes e vinte e dois dialetos diferentes. para contar as histórias desta população diversa, o centro do patrimônio nativo de Alasca é organizado com base em cinco grupos culturais, que se baseiam em semelhanças culturais ou proximidade geográfica.

## Quem são
O povo Athabascan viveu tradicionalmente no interior do Alasca, uma região expansiva que começa ao sul da Cordilheira Brooks e continua até a Península Kenai. Existem onze grupos linguísticos de Athabascans no Alasca. As pessoas de Athabascan viveram tradicionalmente ao longo de cinco principais caminhos do rio: o Yukon, o Tanana, o Susitna, o Kuskokwim e as drenagens do rio Copper. Os Athabascans migraram sazonalmente, viajando em pequenos grupos para pescar, caçar e atrapalhar.
Hoje, os Athabascans vivem em todo o Alasca e o Lower 48, retornando aos seus territórios de origem para colher os recursos tradicionais. Os homens de Athabascan chamam-se "Dena", ou "o povo". Nas práticas tradicionais e contemporâneas, os aletras são ensinados a respeito de todos os seres vivos. A parte mais importante da vida de subsídio Athabascan é a partilha. Todos os caçadores fazem parte de uma rede de parentesco em que se espera que sigam os costumes tradicionais para compartilhar a comunidade.

## Tipos de casas e assentamentos
Os Athabascans viviam tradicionalmente em pequenos grupos de 20 a 40 pessoas que se moviam sistematicamente através dos territórios dos recursos. Os acampamentos anuais de peixes de verão para toda a família e aldeias de inverno serviram de acampamentos de base. Dependendo da estação e dos recursos regionais, vários tipos de casas tradicionais foram utilizados.

## Ferramentas e Tecnologia
Ferramentas tradicionais e tecnologia refletem os recursos das regiões. As ferramentas tradicionais eram feitas de pedra, chifres, madeira e osso. Essas ferramentas foram usadas para construir casas, barcos, raquetes de neve, roupas e utensílios de cozinha. Árvores de vidoeiro foram usadas onde quer que fossem encontradas.

## Cultura e Organização Social
A cultura Athabascan é um sistema matrilinear em que as crianças pertencem ao clã da mãe, e não ao clã do pai, com exceção do Holikachuk e do Deg Hit'an. Os anciãos do clã tomaram decisões sobre o casamento, a liderança e os costumes comerciais. Muitas vezes, o núcleo da cultura tradicional era uma mulher e seu irmão, e suas duas famílias. Em tal combinação, o irmão e o marido de sua irmã frequentemente se tornaram parceiros de caça para a vida. Às vezes, essas parcerias de caça começaram quando um casal se casou.
Os maridos Athabascan tradicionais deveriam viver com a família da esposa durante o primeiro ano, quando o novo marido trabalharia para a família e fosse caçar com seus cunhados. Uma característica central da vida Athabascan tradicional era (e ainda é para alguns) um sistema pelo qual o irmão da mãe assume a responsabilidade social de treinar e socializar os filhos de sua irmã para que as crianças cresçam sabendo a história e os costumes de seus clãs.

## Vestuário
A roupa tradicional reflete os recursos. Para a maior parte, a roupa era feita de caribu e pele de alces. Mosaicos e botas de alces e carambolas eram partes importantes do guarda-roupa. Os estilos dos mocassins variam de acordo com as condições. Tanto os homens como as mulheres são adeptos da costura, embora as mulheres tradicionalmente tenham feito a maior parte da costura da pele.

## Transporte e Comércio
Canoas eram feitas de casca de abacaxi, pele de alces e algodão. Todos os Athabascans usavam trenós - com e sem cães para puxá-los - raquetes de neve e cães como animais de carga.

## Regalia
Regalia tradicional varia de região para região. Regalia pode incluir jaquetas de contas masculinas, colares de concha dentária (tradicionalmente usados por chefes), túnicas de fraldas masculinas e femininas e botas de dança com contas femininas.

## Tradições
As atividades foram marcadas pelas luas que passavam, cada uma delas de acordo com as condições em mudança: "quando o primeiro rei salmão se esconde", "quando o alce perde seus chifres", "pequena crosta vem na neve", e assim por diante.
O inverno foi "o tempo que reunimos". Quando as famílias espalhadas voltaram para as suas aldeias de inverno, acolheram pequenos animais por perto e se reuniram para potlaches e outras celebrações comunitárias.